# Манрике де Лара-и-Сандоваль, Педро
Педро Манрике де Лара-и-Сандоваль, Эль-Фуэрте (ок. 1443 —1 февраля 1515, Наваррете, Риоха) — испанский аристократ, 2-й граф де Тревиньо и 10-й сеньор де Амуско (с 1458), 1-й герцог де Нахера (с 1482 года).

## Биография
Сын Диего Гомеса Манрике де Лара-и-Кастилья, 1-го графа Тревиньо (1409—1458), и его жены Марии Гомес де Сандоваль-и-Гонсалес де Авельянеда. Его мать, овдовев, заключила второй брак около 1470 года с Диего Лопесом де Суньига, 1-м графом Миранда-дель-Кастаньяр. Мария снова овдовела и в 1491 году ушла в монастырь в Калабасаносе. Дедом и бабушкой Педро Манрике де Лара-и-Сандоваля по отцовской линии были Педро Манрике де Лара-и-Мендоса, 8-й сеньор Амуско, 3-й сеньор Тревиньо и сеньор Наваррете (1381—1440), главного аделантадо Кастилии, и его жены Элеоноры Кастильской (1393—1470). Бабушкой и дедушкой по материнской линии были Диего Гомес де Сандовал-и-Рохас, 1-й граф Кастрохерис (ок. 1385—1454), и его жена Беатрис Гонсалес де Авельянеда.
В 1458 году, в возрасте пятнадцати лет, он унаследовал графство Тревиньо, а также несколько сеньорий, в том числе Амуско. В 1470 году его мать пожертвовала в его пользу города Вильослада, Ортигоза, Редесилья-дель-Камино, Космонте, дом в городеа Орсерос и мараведи в аренду, которые она владела в Калаорре, Торкемаде и других виллах. Позднее, в 1479 году, Мария де Сандоваль пожертвовала все, что принадлежало ей в городах Канделеда, Алекса и Ла-Пуэбла (Авила), своему сыну Педро, который был обязан дать ей 300 000 в качестве вознаграждения за это пожертвование и 1000 бушелей хлеба, расположенных в вышеупомянутых городах Ла-Пуэбла и Алекса.
В 1482 году католические монархи Изабелла Кастильская и Фердинанд Арагонский пожаловали ему титул 1-го герцога Нахера и гранда Испании.

## Брак и потомство
Педро Манрике де Лара-и-Сандоваль женился 1 марта 1465 года на Гиомар де Кастро (ок. 1450 — март 1506), внебрачной дочери Альваро де Кастро, 1-го графа Монсанто. От этого брака родились:
- Брианда Манрике де Лара-и-Кастро, вышедшая замуж в 1486 году за Луиса де Бомонта-и-Арагонского, 3-го графа Лерина (+ 1530), констебля и великого канцлера Наварры
- Антонио Манрике де Лара-и-Кастро (ок. 1466 г. — 13 декабря 1535), старший сын и преемник отца, 2-й герцог Нахера, 3-й граф де Тревиньо и 11-й сеньор Амуско. Он женился в 1503 году на Хуане Фольк де Кардона-и-Энрикес, сестре герцога Кардоны и двоюродной сестре Фердинанда Католика, дочери Хуана Рамона Фольша де Кардона-и-Урхеля, 1-го герцога Кардоны и его жены Альдонсы Энрикес-и-де-Киньонес.
- Хуана Манрике де Лара-и-Кастро (ум. 10 февраля 1506), сеньораи Сальдуэндо, вышедшая замуж в 1483 году за Виктора Велеса де Гевара-и-Гусмана, сына Иньиго Велеса де Гевара-и-Аяла, 1-го графа Оньяте, и его первой жены Беатрис де Гусман.
- Леонор Манрике де Лара-и-Кастро (ок. 1460/1469 — 25 марта 1536), жена Франсиско де Суньига-и-Переса де Гусмана, 2-го графа и 1-го маркиза Аямонте, сеньора Лепе
- Франсиска Манрике де Лара-и-Кастро (ум. 21 августа 1529), вышедшая замуж 17 февраля 1498 года за Фернандо Хуана Рамона Фольша де Кардона-и-Энрикеса, 2-го герцога Кардона, графа де Прадес, маркиза Пальярс, виконта Вильямюр, великого констебля и адмирала Арагона, рыцаря Ордена Золотого руна
- Гиомар Манрике де Лара-и-Кастро (ок. 1470 — ?), невеста Луиса Фернандеса Манрике де Лара-и-де-Алмада-Норонья, 2-го маркиза Агилар-де-Кампоо, и жена Фелипе де Кастро-и-Пиноса, виконта Ильи и Канет, и сеньора баронств Кастро, Пинос, Перальта и многих других мест.
- Изабель Манрике де Лара-и-Кастро, настоятельница монастыря Санта-Мария-ла-Реаль-де-Уэльгас.
- Мария Манрике де Лара-и-Кастро, вышедшая замуж за Хуана Лопеса де Ласкано-и-Гауна, сеньора Ласкано, из-за смерти бездетного его старшего брата Мартина Лопеса.
- Педро Манрике де Лара-и-Кастро, генерал Перпиньяна, который женился на Изабель Каррильо де Альборнос-и-Мендоса, дочери Педро Каррильо де Альборноса, сеньора Альборноса, и его жены Менсии де Мендосы.

Также у него было более семи внебрачных детей от разных женщин.

## Завещание и смерть
Он составил завещание в Наваррете 22 января 1515 года и умер 1 февраля того же года. 14 марта 1515 года король Фердинанд Католик издал грамоту, адресованную настоятелю и монахам монастыря Санта-Мария-ла-Реаль-де-Нахера, приказав им не препятствовать погребению герцога в монастыре.